# Comté de Mineral (Colorado)
Pour les articles homonymes, voir Comté de Mineral.
Le comté de Mineral est un comté des États-Unis, situé dans l'État du Colorado. Son siège est Creede.
Créé en 1893, le comté doit son nom à ses ressources minérales.

## Démographie
| 1900  | 1910  | 1920 | 1930 | 1940 | 1950 |
| ----- | ----- | ---- | ---- | ---- | ---- |
| 1 913 | 1 239 | 779  | 640  | 975  | 698  |

| 1960 | 1970 | 1980 | 1990 | 2000 | 2010 |
| ---- | ---- | ---- | ---- | ---- | ---- |
| 424  | 786  | 804  | 558  | 831  | 712  |